# Língua malecite–passamaquoddy
Malecite–Passamaquoddy (também conhecida como Maliseet – Passamaquoddy) é uma língua Algonquina em falada pelos povos Maliseet e Passamaquoddy em ambos os lados da fronteira entre o Maine nos Estados Unidos e New Brunswick no Canadá. A língua consiste em dois dialetos principais: Malecite, que é falada principalmente no rio São João (Bay of Fundy), no vale do rio São João, em New Brunswick; e Passamaquoddy, falado principalmente no rio Saint Croix (Maine - New Brunswick) do leste do Maine. No entanto, os dois dialetos diferem apenas ligeiramente, principalmente quase no sotaque. Malecite-Passamaquoddy foi amplamente falada pelos povos indígenas nessas áreas até a época pós-Segunda Guerra Mundial, quando mudanças no sistema educacional e aumento do casamento fora da comunidade de fala causaram uma grande diminuição no número de crianças que aprenderam ou usaram regularmente a linguagem. Como resultado, no Canadá e nos EUA hoje, existem apenas 600 falantes de ambos os dialetos, e a maioria dos falantes é composta de adultos mais velhos. Embora a maioria dos jovens não possa falar a língua (particularmente o dialeto de Passamaquoddy), há um interesse crescente em ensinar a língua em classes comunitárias e em algumas escolas.

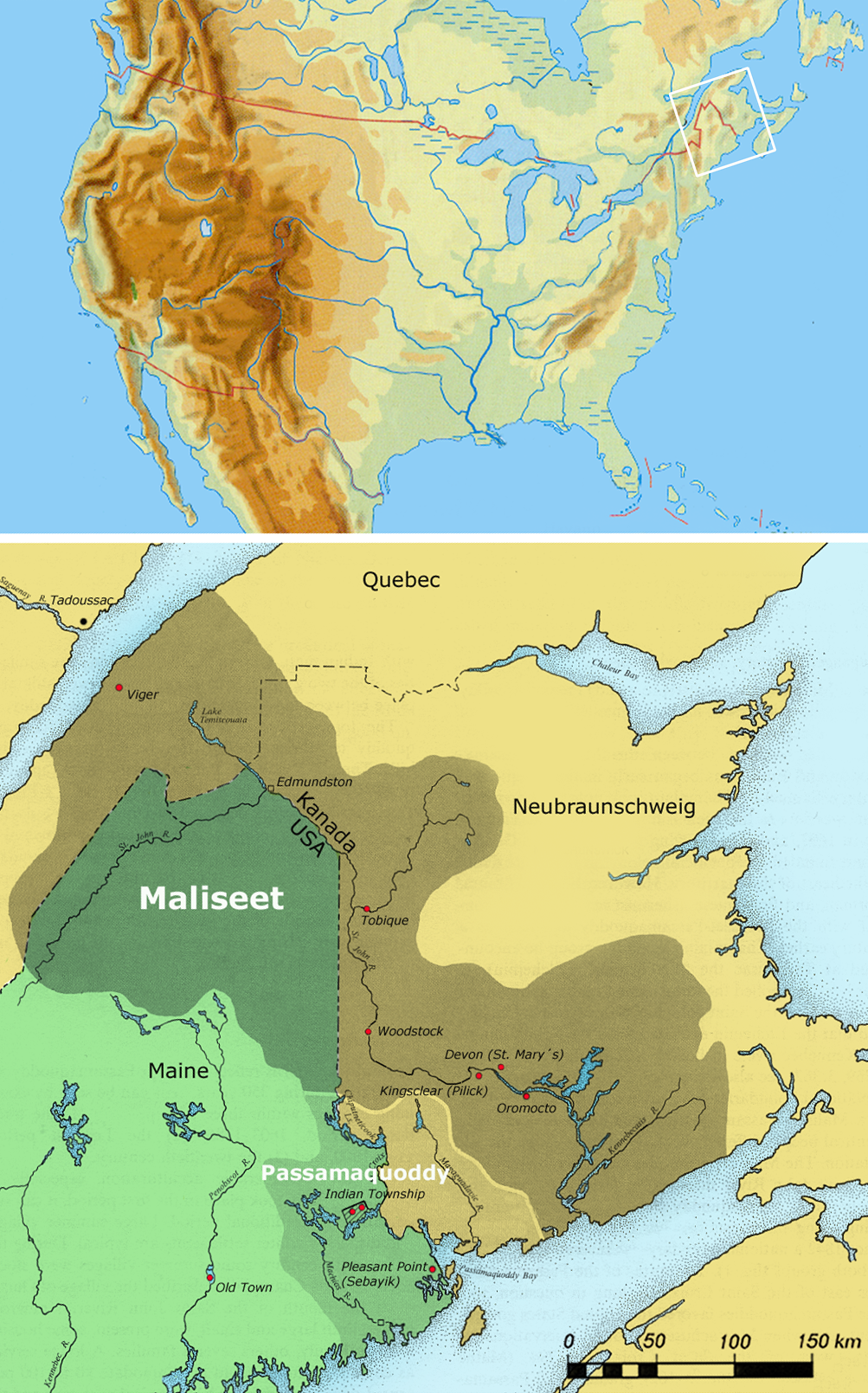
Distribuição dos Maliseet e Passamaquoddy

## Revitalização
Hoje, Malecite-Passamaquoddy tem uma classificação de 7 na Escala Expandida de Intergeração Intergeracional Expandida (EGIDS); a 7 corresponde a "Mudança: A geração de crianças poderia usar a língua entre si, mas não está sendo transmitida para essas crianças." No entanto, apesar dessa avaliação sombria, há esforços significativos para revitalizar a língua e ensinar crianças e adultos que não aprenderam a língua nativamente.
Desde 2006, um projeto conhecido como Language Keepers, que tenta documentar línguas ameaçadas e aumentar o discurso público em grupo realizado nesses idiomas, tem trabalhado com as comunidades de Passamaquoddy e Maliseet e feito extensa documentação da linguagem. Em seus primeiros três anos de trabalho, eles filmaram mais de 50 horas de conversa natural em grupo com 70 falantes, o que levou à produção de oito DVDs em Malecite-Passamaquoddy legendados em inglês.. De acordo com o Portal de Idiomas Passamaquoddy-Maliseet, esse filme "estimulou programas de revivificação de idiomas para pessoas que entendem, mas não podem falar, e identificaram novas fontes de resiliência e liderança na comunidade de língua falada." Sua abordagem à documentação é bastante nova e ganhou elogios: "Em contraste com a 'elicitação', em que linguistas fazem perguntas aos falantes para aprender sobre um idioma, os vídeos do Language Keepers mostram como a linguagem funciona na prática e forneceram muitas "novas" palavras para o dicionário.Eles também documentam a cultura tradicional de Passamaquoddy - atividades, como a construção de canoas, e suas visões do mundo."
Além do filme, o projeto Language Keepers - juntamente com outros linguistas e ativistas comunitários - ajudou a compilar Passamaquoddy-Maliseet Dictionary, que foi iniciado na década de 1970 pelos linguistas Philip LeSourd e hoje inclui mais de 18.000 entradas, muitas das quais incluem arquivos de áudio e vídeo de pronúncias de falantes nativos.
Juntamente com os vários recursos disponíveis on-line, os recentes esforços de revitalização incluíram aulas de Malecite-Passamaquoddy sendo ministradas na Universidade de New Brunswick, com esforços para aumentar a comunicação entre gerações e a transmissão de conhecimento e cultura.

## Fonologia e ortografia
O padrão de Malecite-Passamaquoddy ortografia consiste em 17 letras e um apóstrofo. As tabelas a seguir são baseadas no sistema de som descrito por Robert M. Leavitt em  Passamaquoddy-Maliseet  (1996). As letras em negrito são a ortografia na ortografia padrão e os símbolos em colchetes dão a respectiva pronúncia IPA:

### Consoantes
|             | Bilabial | Alveolar | Palatal | Velar | Velar labializada | Glotal |
| ----------- | -------- | -------- | ------- | ----- | ----------------- | ------ |
| Nasal       | m /m/    | n /n/    |         |       |                   |        |
| Plosiva     | p /p/    | t /t/    | c /tʃ/  | k /k/ | q /kʷ/            |        |
| Fricativa   |          | s /s/    |         |       |                   | h /h/  |
| Aproximante |          | l /l/    | y /j/   |       | w /w/             |        |

Além disso, a ortografia padrão usa um apóstrofo (') para representar consoantes iniciais da palavra que não são mais pronunciadas devido a mudanças históricas de som histórica. Ocorre apenas palavra-inicialmente antes p, t, k, q, s, ou c. Essas "consoantes perdidas" podem aparecer em outras formas da palavra. Por exemplo, o caule  ktomakéyu  produz a palavra 'tomakéyu "ele/ele é pobre" (onde o apóstrofo indica que o inicial k foi descartado), bem como a palavra nkótomakey "Eu sou pobre" (onde o k permanece pronunciado porque ocorre depois do pronome n-).

### Vogais
Há seis monotongos, cinco dos quais são escritos com uma única letra e um que é escrito com a combinação e . Há também cinco ditongos, que são grafasos como uma combinação de uma vogal e de semivogal:
|         | Anterior | Central | Posterior |
| ------- | -------- | ------- | --------- |
| Fechada | i [i]    |         | u [u]     |
| Medial  | e [e]    | o [ə]   |           |
| Aberta  | eh [æ]   | a [a]   |           |

(Quandon o está diante de w, é escrito como u refletinfo o arredondamento da vogal devido à influência do w). (/e/ pode também ser pronunciado /ɛ/).
| Grafia | Pronúncia |
| ------ | --------- |
| aw     | [au]      |
| ew     | [eu]      |
| iw     | [iu]      |
| ay     | [aɪ]      |
| ey     | [eɪ]      |

### Processos fonológicos
Existem muitos processos fonológicos que ocorrem em Malecite-Passamaquoddy, os mais importantes dos quais são descritos abaixo:
- Várias consoantes têm dois alofones, que  se alternam dependendo de onde aparecem na palavra. Quando aparecem ao lado de outra consoante ou seguindo um apóstrofo, usam a pronúncia padrão surda apresentada na tabela de consoantes acima. Quando eles apenas adjacentes a vogais ou ao prefixo n, eles usam uma voz equivalente do mesmo som. Por exemplo, na palavra peciye "ele/ela chega", o c é duplicado [bed͡ʒije]. Mas na palavra "pihce", "longe", o "c" é surdo porque é adjacente a "h": [bit͡ʃe]. A tabela a seguir resume essas consoantes e seus alofones sonoros e surdos:

| Consoante (Ortografia) | Alofone surdo | Alofone sonoro |
| ---------------------- | ------------- | -------------- |
| p                      | [p]           | [b]            |
| t                      | [t]           | [d]            |
| k                      | [k]           | [ɡ]            |
| q                      | [kʷ]          | [ɡʷ]           |
| s                      | [s]           | [z]            |
| c                      | [t͡ʃ]          | [d͡ʒ]           |

- Um síncope não é tão comum em comum. Isso geralmente ocorre quando "o" está na primeira sílaba de um radical verbal usado sem um prefixo. Por exemplo, na palavra ktomakeyu "se ele / ela é pobre" (do radical verbo -kotomakey), o primeiro o desaparece porque não é tônico. Mas em nkotomakey Eu sou pobre", que é construído fora do mesmo verbo, a primeira sílaba é enfatizada. Portanto, o primeiro onão é descartado. Existem muitos outros ambientes onde isso ocorre, mas as alterações devidas à síncope geralmente são totalmente previsíveis. LeSourd descreve muitas das regras de síncope em  Accent and Syllable Structure in Passamaquoddy  (1993).
- Verbos com o (ou um o subjacente que sofreu síncope) na primeira sílaba da raiz têm uma forma “ablaut” no modo de Conjuntura Alterada, onde um "o" muda para um e. Por exemplo, o verbo raiz -wotom- ("fumar") se torna wetoma  ("quando ele / ela fumou").
- Com as raízes verbais que terminam em h ', a vogal anterior a h muda para coincidir com a primeira vogal na terminação flexional que segue o radical. A vogal que precede o h é, portanto, deixada como um sublinhado em branco ao escrever a raiz. Nos exemplos a seguir, o radical do verbo é  -nehp_h-  "kill":
  - nehpah•a "Eu mato ele/ela"
  - nehpeh•eq "Quando você matou ele/ela"
  - knehpih•i "Você me mata"
  - nehpoh•oq "Ele/ela me mata"
  - nehpuh•uku•k "Eles/elas me matam"

- Os monotongos (exceto "o") são alongados quando ocorrem em certas posições, embora o comprimento da vogal não seja contrastivo. Uma diferença notável entre os dois dialetos é que as vogais geralmente não são tão longas em Passamaquoddy como em Malecite, mas a distribuição de vogais longas e curtas é semelhante. LeSourd descreve as seguintes generalizações sobre o alongamento da vogal:

* As vogais são alongadas antes de um cluster hC, mas permanecem curtas antes de outros clusters de consoantes
* As vogais são alongadas quando são penúltiplas abertas se essas sílabas estiverem tônicas ou se a sílaba final estiver tônica
* as vogais finais da palavra são às vezes alongadas, especialmente quando ocorrem antes de uma pausa.

### Estrutura silábica
Cada fonema, exceto "o" e "h", pode ocorrer inicialmente, medialmente ou finalmente; "o" e "h" nunca são finais da palavra. Agrupamentos de duas obstruentes, pares consonantais geminados e agrupamentos de uma sonorante seguida de uma obstruente são todos comuns. Os agrupamentos consonantais que terminam numa sonoridade geralmente não ocorrem, exceto em pares geminados ou quando ocorrem inicialmente através do uso de um dos prefixos pessoais do pronome. Agrupamentos de três consoantes podem ocorrer, e são quase sempre da forma  CsC .
os estrutras silábicas mais básico e comum são a CV e CVC 

### Tonicidade
A tonicidade é atribuída com base num conjunto de regras muito complexas e a diferença nos sistemas de tonicidade e sotaque é uma das mais claras características distintivas entre Malecita e Passamaquoddy. De acordo com LeSourd, em Passamaquoddy existem vogais que são consideradas tônicas e aquelas que são consideradas não-tônicas. As vogais tônicas estão disponíveis para serem postas em prática pelas regras de tonicidade, enquanto as vogais não tônicas podem sofrer síncope. A tonicidade é atribuída (somente às vogais passíveis de tonicidade) às sílabas iniciais e às sílabas com numeração par, contadas da direita para a esquerda. Existe um processo simultâneo da esquerda para a direita, que atribui algumas vogais não tornáveis tônicas como tônicas. As vogais não tornáveis tônicas que não se tornam tônicas com base no processo da esquerda para a direita estão sujeitas a síncope com base em cinco regras descritas no LeSourd em "Estrutura de sotaque e sílaba em Passamaquoddy". Malecite tem um processo similar, mas os detalhes mais sutis das regras de atribuição de tonicidade são diferentes.
Além das regras de tonicidade, também existem regras que atribuem um tom mais forte a algumas sílabas com base em sua posição nas palavras. Como LeSourd descreve, as sílabas acentuadas de Passamaquoddy podem ser relativamente altas ou de baixa frequência, e as sílabas átonas finais podem ser distintamente graves.ref name="LeSourd"/> Malecite tem atribuições semelhantes, mas novamente, difere de Passamaquoddy de maneiras que servem para distinguir os dois dialetos.

## Morfologia
Existem quatro categorias de palavras no Malecite-Passamaquoddy: substantivos, pronomes, verbos e partículas gramaticais; todas, exceto as partículas, são flexionadas. Como outras línguas algonquianas, Malecite-Passamaquoddy é uma língua polissintética, geralmente combinando muitos morfemas em uma unidade de palavra. Também é bastante  aglutinativa, com muitos morfemas geralmente correspondendo a uma única unidade de significado.

### Substantivos
Uma característica básica do Malecite-Passamaquoddy é que todos os substantivos e pronomes apresentam classes es: Como outras línguas algonquianas, os substantivos são Animados ou Animados]. Todos os substantivos abstratos (como "oração", "felicidade", "o passado") estão emAnimado; pessoas, nomes pessoais, animais e árvores são todos do Animados. Contudo, não existe uma correspondência perfeita entre a "Animacidade" inerente de um substantivo e sua classe para todas as palavras: as palavras para "unha" e "joelho" são animadas, mas as palavras para "coração" e "língua" são inanimadas.  Os verbos impõem restrições à classe de substantivos que um de argumentos deve ter. A maneira mais fácil de distinguir os substantivos Animados e inanimados é por suas formas plurais. Os substantivos do plural Animado terminam em  -k , e os substantivos do plural Animado terminam em  -l .
Além da classe e do número, os substantivos e pronomes do Animado (exceto "I", "nós" e "você") são marcados nas sentenças como próximas ou obviativas. Os substantivos Inanimados nunca são marcados como obviativos. Os substantivos próximos se referem a algo que está próximo ao falante ou mais central ao discurso, enquanto que os substantivos obviativos se referem a algo que está distanciado ou mais distante da consideração. Quando dois substantivos ou pronomes são unidos, eles podem ser próximos ou obviativos. Em todos os outros casos, quando dois ou mais substantivos ou pronomes de animado aparecerem na mesma cláusula, um será próximo (o foco da cláusula) e os outros serão obviativos. Próximo é a forma “default” substantivo "padrão"; formas obviativas usam finais diferentes.
Além disso, os substantivos também podem ser flexionados para os casos vocativos abssentivos, locativo (com alguns substantivos). O Portal de idiomas Passamaquoddy-Maliseet inclui uma <ref> chart Tabela de Substantivos </reff> mostrando todas as possíveis declinações de substantivos de várias formas. Notavelmente, o caso ausente é marcado não apenas com terminações, mas também com mudanças no contorno da afinação.
Os substantivos também podem ser marcados com diminutivo e / ou sufixos femininos. Quando estes são combinados com marcações de caso, a ordem dos sufixos é a seguinte:
1. Substantivo
2. Sufixo feminino
3. Sufixo diminuto
4. Final locativo, ausente ou vocativo
5. Número / gênero / conclusão de obviação

Alguns substantivos não podem aparecer em uma forma que não seja possuída - isto é, devem aparecer com um dos prefixos de pronome pessoal. Todas as partes do corpo e termos de parentesco estão nesta classe. Para cada uma dessas palavras, existe uma palavra correspondente que pode parecer não possuída. Por exemplo,  'temisol' '"cachorro" deve aparecer em uma forma possuída, mas geralmente' 'olomuss' '"cachorro" nunca é possuído.
Os substantivos podem ser usados em oposição a outros substantivos e funcionam como adjetivos (que não existem como uma classe separada de palavras).
Os particípios podem ser formados a partir da forma Conjunta Modificada de um verbo e usar as terminações especiais do plural  -ik  (Animado) ou  -il  (inAnimado).

### Pronomes
Existem cinco tipos de pronomes: Pessoal, Demonstrativo, Interrogativo, a palavra "outro" e também uma forma de pronome de preenchimento hesitante.
A palavra kotok "outro" é um pronome que também possui formas Animada e inanimad que podem ser flexionadas com vários finais.
Uma das características mais interessantes é o pronome que funciona de maneira semelhante ao inglês "uh ..." ou "er ...", mas que é flexionado para corresponder à palavra antecipada. Compare o pronome em negrito em:
- nkisi puna ntahtuwossomut  'ihik’‘‘ ... tuwihputik  "Coloquei minha xícara na mesa  'uh’‘‘ ...".

para:
- nkisewestuwama iyey ... Mali  "Falei com  uh ... Mary.

Os pronomes pessoais diferem dos substantivos e outros pronomes, pois não usam marcadores plurais, mas cada forma é única. A terceira pessoa é neutra em gênero e existem ambas as formas, inclusiva e exclusiva do pronome plural da segunda pessoa. A primeira e a segunda pessoa do singular também têm formas mais longas, que são enfáticas]:
|              | Singular                  | Plural                       |
| ------------ | ------------------------- | ---------------------------- |
| 1ª Pessoa    | nìl, nilá "Eu, me, mim"   | nilùn "nós, nos (exclusivo)" |
| 1ª Pessoa    | nìl, nilá "Eu, me, mim"   | kilùn "nós, nos (inclusivo)" |
| 2ª pessoa    | kìl, kilá "tu (singular)" | kiluwìw "te, ti (plural)"    |
| Third person | nékom "ele/ela, se/lhe"   | nekomàw "eles/elas, se/lhe"  |

(Na tabela acima, os acentos agudos mostram tom relativamente alto e os graves graves mostram o tom relativamente baixo. O tom geralmente não é marcado, exceto nos dicionários para distinguir palavras semelhantes.)
Existem três pronomes demonstrativos, que têm as formas Animado e inAnimado e são flexionados para número, obviação e absentatividade:
- wot-yut  "isso, perto de mim"
- not-nit  "que, perto do ouvinte"
- yat-yet  "que, longe do falante e do ouvinte, mas à vista"

Os pronomes interrogativos são wen "quem? (Referindo-se ao substantivo Animado)" e keq "o quê? (Referindo-se ao substantivo inAnimado)". Eles também são flexionados para número, obviação e absentatividade.

### Verbos
Os verbos são classificados pela raiz final em seu radical, que os marca como transitivo ou intransitivo. Alguns verbos que têm um objeto direto quando são traduzidos para o inglês são, na realidade, verbos intransitivos em que o substantivo foi incorporado no verbo:  
 posonut • ehk • e  (cestos-fazer.AI -3.sg) "ele / ela faz cestas".
Como o Malecite-Passamaquoddy é polissintético, uma grande quantidade de informações gramaticais é expressa em um verbo através do uso de várias inflexões e afixos:
|                | Possibilidades                                    | Expresso por                                              |
| -------------- | ------------------------------------------------- | --------------------------------------------------------- |
| Gênero         | animado, inanimado                                | vogais finais da raiz, finais flexionados                 |
| Transitividade | transitivo, intransitivo                          | vogais finais da raiz, finais flexionados                 |
| Pessoa         | 1ª, 2ª, 3ª, 3ª ausente                            | inflecções                                                |
| Número         | singular, plural                                  | finais flexionados; marcadores de tema em verbos ai verbs |
| Hierarquia     | direto, inverso; reflexivo, recíproco             | prefixos; marcadores de tema em verbos ta                 |
| Aspecto        | positivo, negativo                                | terminações separadas na maioria das formas               |
| Modo           | indicativo, conjuntivo, subordinativo, imperativo | forma da raiz, inflexão                                   |
| Tempo          | presente, ausente, dubitativo, pretérito          | terminações flexionadas                                   |

Os modos possíveis e como eles são usados nas frases são:
- ‘‘‘Indicativo independente’‘‘: usado nas principais cláusulas da declaração e perguntas sim-não
- ‘‘‘Conjunto alterado’‘‘: geralmente usado em cláusulas adverbiais ou em perguntas "quem", "o que" e "por que"
- ‘‘‘Conjunto inalterado’‘‘: usado nas cláusulas e sentenças "sef" que começam com  nopal  "se apenas"
- ‘‘‘Subordinativo’‘‘: usado principalmente em cláusulas para expressar ação subsequente ou resultante; também pode ser usado sozinho como um imperativo "polido" ou como um segundo comando após um imperativo; também usado em perguntas "como"
- ‘‘‘Imperativo’‘‘: usado para comandos diretos
- ‘‘‘Imperativo conjunto’‘‘: usado para comandos indiretos (sujeitos de terceira pessoa)

Os tempos possíveis são:
- ‘‘‘Presente’‘‘: ações no tempo presente; também usado como pretérito básico ou para o futuro quando combinado com partículas como
- ‘‘‘Preterito’‘‘: ação concluída no passado; usado com os modos Indicativo Independente, Conjuntos Alterados e Subordinativos
- ‘‘‘Pretérito dubitativo’‘‘: expressa dúvida ou incerteza; usado nos modos Indicativo Independente, Conjuntos Alterados, Conjuntos Inalterados e Subordinativos; também marcado para Preterite quando em conjunto indicativo independente ou inalterado
- ‘‘‘Ausente’‘‘: refere-se a um substantivo ausente; usado com modos Independente Indicativo ou Subordinativo

O portal de idiomas Passamaquoddy-Maliseet também inclui gráficos de verbos mostrando extensas conjugações de diferentes classes de verbos. 

### Partículas
Partículas são todas as palavras no idioma que não são flexionadas. Eles incluem:
- Números cardinais (números ordinais são substantivos)
- Partículas negativas e positivas
- Interjeições
- Conjunções
- Partículas enfáticas

## Sintaxe
O sistema de verbos é ergativo-absolutivo]], significando que os sujeitos dos verbos intransitivos se comportam como os objetos dos verbos transitivos. Por esse motivo, os verbos transitivos e intransitivos têm subcategorias com base em qual gênero um de seus argumentos deve ser, de modo que existem quatro tipos principais de verbos:
|              | Animado                  | Inanimado                 |
| ------------ | ------------------------ | ------------------------- |
| Intransitivo | Animação intransitiva AI | inanimado-intransitivo II |
| Transitivo   | transitivo-Animado - TA  | transitivo-Inanimado - TI |

Os verbos intransitivos de AIpodem ser usados apenas com sujeitos, os verbos de TI podem ser usados apenas com objetos inAnimados, etc.
Devido à natureza polissintética dos verbos, sujeitos e objetos geralmente não são palavras separadas, mas sim afixados aos verbos; portanto, uma palavra "sentenças" é possível e até comum.

### Hieraquia de pessoas
Malecite-Passamaquoddy, juntamente com outras línguas algonquianas, também é uma língua direta-inversa, o que significa que os sujeitos
Enviar feedback
Histórico
Salvas{| class="wikitable" style=text-align:center
|+ Hierarquia de pessoas
|- 
! 1
| 2ª pessoa e 1ª pessoa plural inclusiva (kil, kiluwaw, kilun)
|- 
! 2
| 1ª pessoa, sem "você, vocês nil,nilun)
|- 
! 3
| 3ª pessoa (nekom, nekomaw)
|-
! 4
| 3ª pessoa menos próxima (“4ª pessoa”)
|-
! 5
| Substantivos não animados
|}
A hierarquia entra em jogo em sentenças com verbos Transitivo-Animados (TA). Quando o sujeito de um verbo TA é mais alto na hierarquia da pessoa que o objeto, o verbo é conjugado na forma direta. Se o sujeito é mais baixo na hierarquia que o objeto, o verbo é conjugado na forma inversa. A forma direta é considerada não marcada, e a inversa é mostrada por marcadores de tema. Por causa do sistema inverso-direto, Malecite-Passamaquoddy não tem uma maneira clara de mostrar distinção nos verbos entre voz ativa e passiva.
Outro caso para o qual a hierarquia é relevante está nas formas verbais reflexivas e recíproas. Nesses casos, a ação é considerada "independente" porque ocorre no mesmo nível da hierarquia. Assim, verbos reflexivos e recíprocos não são mais transitivos, mas tornam-se intransitivos, com apenas um argumento sendo mostrado e um marcador de tema reflexivo ou recíproco usado.
Alguns pronomes de primeira e segunda pessoa se sobrepõem ao significado; por exemplo  kilun  "nós (inclusive)" inclui no seu significado  nil  "I". Pares sobrepostos desse tipo não podem ser usados como o par sujeito-objeto de um verbo transitivo. Leavitt fornece o gráfico a seguir, descrevendo as restrições sobre como os pares de sujeito e objeto de primeira e segunda pessoa podem ocorrer para verbos transitivos:
|         | nil | kil | nilun | kilun | kiluwaw |
| ------- | --- | --- | ----- | ----- | ------- |
| nil     | R   |     | --    | --    |         |
| kil     |     | R   |       | --    | --      |
| nilun   | --  |     | R     | --    |         |
| kilun   | --  | --  | --    | R     | --      |
| kiluwaw |     | --  |       | --    | R       |

R significa que uma forma será reflexiva ou recíproca e intransitiva; 
- significa que uma combinação não é permitida.

### Construindo frases
Como tantas informações gramaticais são codificadas em cada palavra, a ordem das palavras é muito livre, e há poucas restrições na ordem em que as palavras podem aparecer, especialmente em frases simples de um verbo. Uma das únicas restrições é que a partícula negativa deve preceder o verbo, mas outras palavras podem interferir.
Não há palavra para o verbo "ser" no idioma (como, aliás ocorre nas línguas, por exemplo, [[língua russa|russa e húngara, portanto, frases de identidade sem verbo são possíveis. A ordem das palavras é menos livre do que nas sentenças com verbos e é fixada em identidades negativas.
Frases complexas e compostas com dois ou mais verbos podem ser criadas de várias maneiras, como estas:
- o uso de conjunções
- uma cláusula principal mais uma cláusula incorporada no modo de conjunto alterado
- uma cláusula principal mais uma cláusula condicional no modo de conjunto alterado ou alterado
- comandos sequenciais, com o primeiro verbo no modo Imperativo e o segundo no modo subordinado

## Amostra de texto
Pai Nosso
Me-tox-sen'a spum-keek ay-e-en sa-ga-mow-ee tel-mox-se'en tel-e-wee-so-teek. Cheep-tooke wee-chey-u-leek spum-keek taun e-too-chee-sauk-too-leek spum-a-kay-e'en. Too-eep-nauk-na-meen kes-e-kees-skah-keel wek-a-yeu-leek el-me-kees-kaak keel-mets-min a-woo-lee. Ma-hate-moo-in ka-tee a-le-wa-nay-ool-te'ek el-mas we-chee-a-keel me-koke-may-keel ne-ma-hate-hum-too-moo-in.